# Cova de Borniquèl
La Cova de Borniquèl és un jaciment arqueològic a prop de Borniquèl (en francés: Bruniquel), a Occitània, dins l'estat francés, que conté artefactes culturals que sembla que foren elaborats per neandertals. Segons la datació, els artefactes es feren fa 176.500 anys abans de la nostra era (176.500 ±2.100 anys), molt abans que els humans moderns colonitzassen Euràsia des d'Àfrica. Dos grans anells formats per estalagmites intencionadament trencades, piles d'estalagmites, ossos d'ós cremats i evidència de foc es trobaren a gran profunditat (336 m) de la cova. El treball és molt anterior a qualsevol altre artefacte cultural d'homínids, com ara les pintures de la cova. Com que la datació per radiocarboni només es pot fer servir per a artefactes de menys de 50.000 anys, els científics Jacques Jaubert i Dominique Genty usaren datació urani-tori per a calcular el temps de creació dels instruments abans i després dels talls en les estalagmites. El jaciment arqueològic fou descobert en la dècada dels 1990, però les estructures construïdes amb estalagmites s'analitzaren 20 anys després. Per la fondària, es pot concloure que fa 176.000 anys hi havia antecessors dels humans que exploraven coves profundes duent la seua pròpia il·luminació.
El jaciment només és accessible per a realitzar-hi estudis, però al castell de Borniquèl hi ha una sala d'exhibició dedicada a la cova.